# Corylus sieboldiana
Corylus sieboldiana — вид квіткових рослин роду ліщина (Corylus) родини березові (Betulaceae). Поширений у Східній Азії.

## Поширення
Рослина росте на Приамур'ї, на півночі Монголії, у Китаї, Корейському півострові та в Японії (Хоккайдо, Хонсю). Трапляється в бідних видами та прохолодно-вологих лісах на сухих або свіжих, кислих або злегка лужних, піщано-гумусних ґрунтах у сонячних місцях. Вид теплолюбний і зазвичай морозостійкий.

## Опис
Це 5-метровий кущ з опушеними пагонами. Листя мають ніжку довжиною від 1,5 до 2,5 сантиметрів. Листова пластинка завдовжки від 5 до 10 сантиметрів, від оберненояйцевидної до витягнутої еліптичної форми, довго загострена, зазвичай закруглена основа та подвійно зубчастий край листа. Жилки волохаті. Молоде листя часто має червону пляму посередині. Чоловічі сережки поодинокі або в групах від двох до шести; чоловічі квітки мають червоні тичинки. Горіхи ростуть групами по два-три. Вони мають конічну форму, приблизно 1,5 см завдовжки і вкриті щетинистою оболонкою, яка зрослася, утворюючи вузьку трубку, і має короткі зубці з цілими краями на вершині. 

## Використання
Насіння використовується в їжу сирим або обсмаженим. З насіння викотовляють також олію.